# Condado de Hertford
El condado de Hertford (en inglés: Hertford County, North Carolina), fundado en 1759, es uno de los 100 condados del estado estadounidense de Carolina del Norte. En el año 2000 tenía una población de 22 601 habitantes con densidad poblacional de 25 personas por km². La sede del condado es Winton.

## Geografía
Según la Oficina del Censo, el condado tiene un área total de 932 km² (359,8 mi²), de la cual 914 km² (352,9 mi²) es tierra y 18 km² (6,9 mi²) es agua.

### Municipios
El condado se divide en seis municipios: 
Municipio de Ahoskie, Municipio de Maneys Neck, Municipio de Harrellsville, Municipio de Murfreesboro, Municipio de St. Johns y Municipio de Winton.

### Condados adyacentes
- Condado de Southampton - norte
- Condado de Gates - este
- Condado de Chowan - sureste
- Condado de Bertie - sur
- Condado de Northampton - oeste

## Demografía
En el 2000 la renta per cápita promedia del condado era de $26 422, y el ingreso promedio para una familia era de $32 002. El ingreso per cápita para el condado era de $15 641. En 2000 los hombres tenían un ingreso per cápita de $26 730 contra $20 144 para las mujeres. Alrededor del 18.30% de la población estaba bajo el umbral de pobreza nacional.

## Lugares

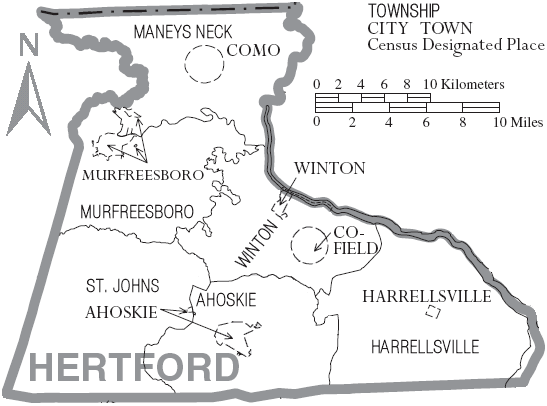
Mapa del Condado de Hertford en Carolina del Norte con sus municipios

### Ciudades y pueblos
- Ahoskie
- Cofield
- Como
- Harrellsville
- Murfreesboro
- Winton